# День іспиту
День іспиту (англ. Examination Day) — перший сегмент 6-го епізоду 1-го сезону телевізійного серіалу «Зона сутінків».

## Сюжет
Родина Джорданів відмічає дванадцятиліття свого сина Діккі. Під час святкування батько, Річард Джордан, дарує своєму синові армійський кодер. Маленький Джордан радіє подарунку, оскільки за допомогою цього кодеру він зможе дзвонити своїм друзям. Стосовно свого віку Діккі зазначає, що йому мало виповнитися чотирнадцять, та дізнається від батька, що це згідно з новими правилами, які вступили в силу місяць тому, паспортний вік Джордана-молодшого тепер зменшився на два роки. Також Річард зауважує, що Діккі отримає власний номер та зможе користуватися подарунком тільки тоді, коли складе спеціальний державний іспит на визначення рівня інтелекту, який має відбутися наступного дня. Перед сном Джордан-молодший запевняє батьків, що успішно складе іспит, та, впевнений в цьому, лягає спати. Однак мати Діккі, Рут, не розділяє впевненості Річарда та сина й починає помітно нервувати, хоча вони всіляко їй доводять, що все буде гаразд.
В день іспиту Діккі прощається з матір'ю та йде разом з батьком у спеціальну наукову лабораторію, де він повинен складати державний екзамен. Молодий чоловік, що знаходиться на ресепшені, присвоює молодшому Джордану особистий номер та записує до черги. Коли приходить час складати іспит, Діккі заходить до лабораторії, де йому дають випити спеціальної рідини, після чого поміщають біля пристрою, який починає ставити запитання Діккі. Наприкінці епізоду батькам Джордана-молодшого дзвонять з Державної служби освіти та повідомляють, що коефіцієнт інтелекту їхнього сина перевищив показники, прийняті як державний стандарт (це дало підставу державі фізично ліквідувати його), та пропонують поховати Діккі за рахунок держави або обрати приватну процедуру.

## Цікаві факти
- Епізод триває приблизно десять хвилин.
- Епізод не має оповідей ні на початку, ні в кінці.
- Епізод базується на однойменній розповіді Генрі Слезара, яка вперше була опублікована в журналі «Плейбой» від 1958 року; за його розповідями були також зняті епізоди «Літній чоловік у печері» (англ. The Old Man in the Cave) (5 сезон) та «Самовдосконалення Сальвадора Росса» (англ. The Self-Improvement of Salvadore Ross) (5 сезон) оригінальної «Зони сутінків».

## Ролі виконують
- Крістофер Олпорт — Річард Джордан
- Елізабет Нормент — Рут Джордан
- Девід Менденхол — Діккі Джордан
- Джефрі Алан Чендлер — клерк
- Ед Крігер — другий клерк
- Майрна Вайт — третій клерк

## Реліз
Прем'єра епізоду відбулась у Великій Британії 1 листопада 1985.